# Glendine Wood SAC
Glendine Wood SAC este o arie protejată (arie specială de conservare — SAC, sit de importanță comunitară — SCI) din Irlanda întinsă pe o suprafață de 19,64 ha, integral pe uscat.

## Localizare
Centrul sitului Glendine Wood SAC este situat la coordonatele 52°07′13″N 7°35′10″W / 52.1203°N 7.5861°V.

## Înființare
Situl Glendine Wood SAC a fost declarat sit de importanță comunitară în iunie 2003 pentru a proteja un număr necunoscut de specii din flora spontană și fauna sălbatică aflate în arealul zonei. Situl a fost protejat și ca arie specială de conservare în aprilie 2016.

## Biodiversitate
Situată în ecoregiunea atlantică, aria protejată nu include niciun habitat protejat.
La baza desemnării sitului se află un număr nedeclarat de specii protejate.
Pe lângă speciile protejate, pe teritoriul sitului au mai fost identificate 1 specie de păsări, 1 specie de mamifere.